# Ariadna kolbei
Ariadna kolbei är en spindelart som beskrevs av William Frederick Purcell 1904. Ariadna kolbei ingår i släktet Ariadna och familjen sexögonspindlar. Inga underarter finns listade i Catalogue of Life.